# Franz Karl Lott
Franz Karl Lott (auch Franz Carl Lott oder Franz Lott; * 28. Januar 1807 in Wien; † 15. Februar 1874 in Görz) war ein österreichischer Philosoph und Hochschullehrer.

## Leben
Lott war Sohn des Wiener Baumwollfabrikanten Anton Lott. Er durchlief das Akademische Gymnasium in Wien und widmete sich dann dem Studium der Rechtswissenschaft an der Universität Wien. Nach dem Studium wirkte er ein Jahr am Kriminalsenat des Wiener Gerichts, bevor er sich zum Selbststudium der Philosophie zurückzog. Ab 1835 vertiefte er dieses an der Universität Leipzig, bevor er 1838 an die Universität Göttingen wechselte, an der er sich auch der Mathematik und den Naturwissenschaften widmete. Dort erfolgte seine Promotion. Er wechselte kurz nach dieser an die Universität Heidelberg, an der er sich 1840 habilitierte und an der er als Privatdozent wirkte. 
Lott kehrte nach dem Tod von Johann Friedrich Herbart, der einen Schwerpunkt seines Studiums bildete, nach Göttingen zurück. An der dortigen Philosophischen Fakultät habilitierte er sich 1843 mit der Schrift Herbarti de animae immortalitate doctrina. Fortan wirkte er in Göttingen als Privatdozent der Philosophie, bevor ihm dort 1848 eine Stelle als außerordentlicher Professor der Philosophie übertragen wurde. Bereits 1849 folgte er einem Ruf als ordentlicher Professor der Philosophie an die Wiener Universität. Aufgrund einer Lungenkrankheit musste er ab 1851 seine Vorlesungstätigkeit öfter unterbrechen, häufiger reiste er deshalb nach Venedig. 1860/1861 stand er als Dekan der Philosophischen Fakultät vor, 1872 wurde er in den Ruhestand versetzt.
Lott wurde 1860 zum korrespondierenden Mitglied der Kaiserlichen Akademie der Wissenschaften gewählt. Ab 1863 war er auch Mitglied des Unterrichtsrats, wurde aber aus diesem Amt auf eigenen Wunsch 1866 wieder entlassen.
Zu seinen Kindern zählte der Eisenbahningenieur Julius Lott, der Gynäkologe Gustav Christian Lott (1842–1909) und die Frauenrechtlerin Jeanette Eitelberger. Der Kunsthistoriker Rudolf Eitelberger war sein Schwiegersohn.

## Werke (Auswahl)
- Herbarti de animae immortalitate doctrina, Göttingae 1843.
- Zur Logik, Vandenhoeck und Ruprecht, Göttingen 1845.
- Festrede zur Säcularfeier Fichte’s. Gehalten am 19. Mai 1862, im Auftrag des philosophischen Professoren-Collegiums der k. k. Wiener Universität, Wien 1862.
- Theodor Vogt (Hrsg.): Lotts Kritik der Herbart'schen Ethik, Gerold, Wien 1874.